# 天保縣
天保縣是清代廣西鎮安府所屬的一個縣，為府治。其轄地在今德保縣。乾隆三年（1738年），置天保縣。1951年，與敬德縣合併設德保縣。岑天保，明洪武初授鎮安土府知府，立法度，捐煩苛恤，薄賦輕徭，頗著能名因此，以其名命名東北三十里之山為天保山，清代以天保山之名置縣。